# Naro (Guéguéré)
Naro est une localité du département de Guéguéré, dans la province d’Ioba (région du Sud-Ouest) au Burkina Faso. En 2006, cette localité comptait 555 habitants dont 51.9% de femmes.